# Svatá Helena a svatý Konstantin (Schweigl)
Sochy svaté Heleny a svatého Konstantina od brněnského řezbáře Ondřeje Schweigla z oltáře poutního kostela Panny Marie Sedmibolestné a Povýšení svatého Kříže v části města Pod Cvilínem města Krnov, jsou významnou památkou barokního řezbářství ve Slezsku.

## Historie

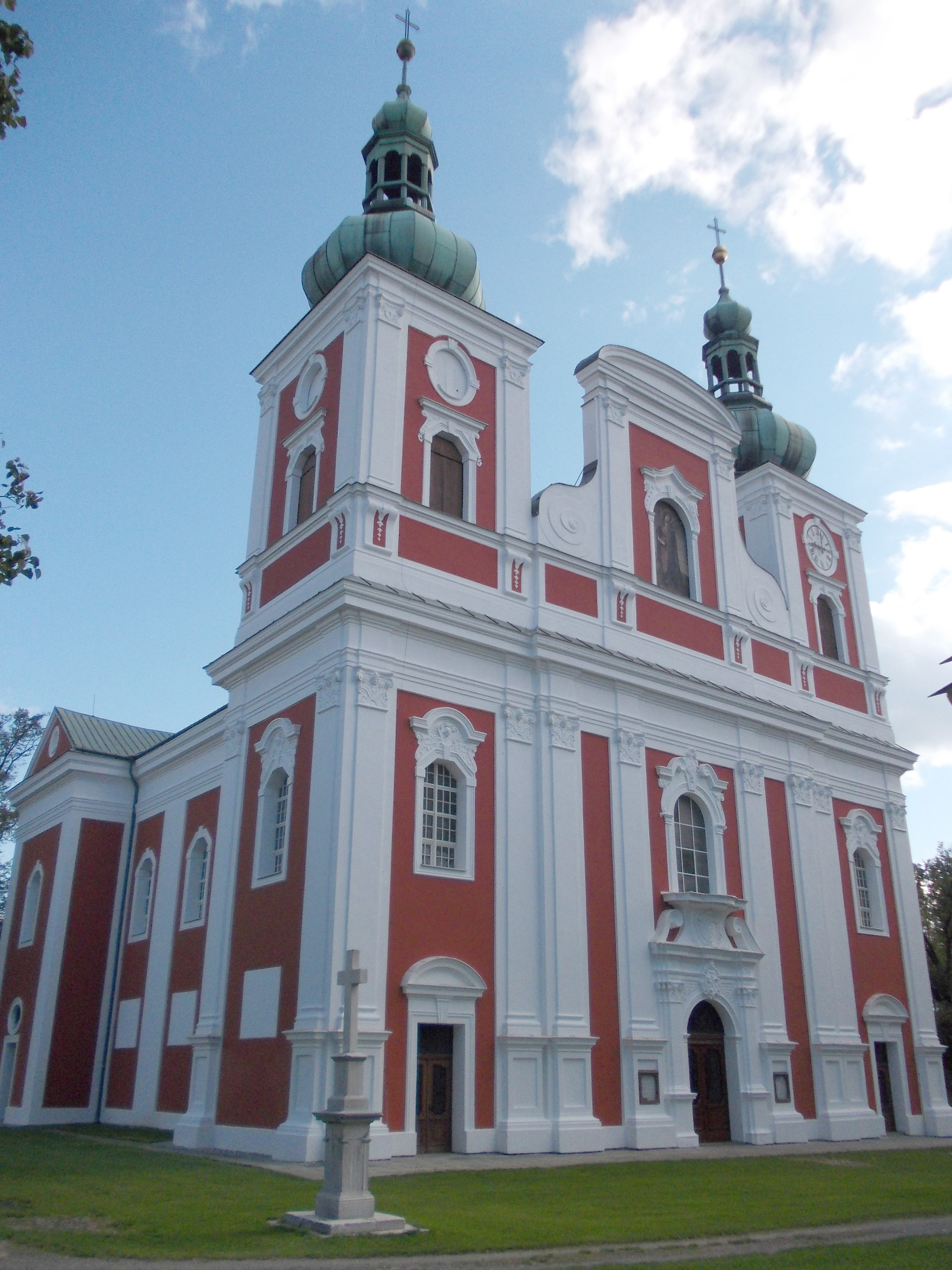
Kostel Panny Marie Sedmibolestné a Povýšení svatého Kříže na Cvilíně

Sochy svaté Heleny a svatého Konstantina pocházejí původně z poutního kostela Panny Marie Sedmibolestné a Povýšení svatého Kříže vystavěného v letech 1722–1728 na vrchu Cvilín u Krnova. Toto poutní místo je spojováno s krnovskými minority a jeho historie sahá až do 80. let 17. století, kdy tu nechali vybudovat dřevěnou kapli pro dva obrazy Sedmibolestné Panny Marie Cvilínské, které namaloval krnovský měšťan a malíř Heinrich Täuber (1652–1738). Kaple byla zbořena roku 1728 a nahrazena novým opět minoritským poutním kostelem. Staviteli nového kostela byli v letech 1722–1728 Andreas a Georg Friedrich Gansové a vnitřní výzdobu provedli brněnští umělci, konkrétně freskař František Řehoř Ignác Eckstein a sochař Ondřej Schweigl. 
Kostel byl vysvěcen roku 1731. Rozměrné zlacené dřevořezby původně tvořily sochařský doprovod hlavního oltáře, který nahradil dosavadní retabulum. Jedním z důvodů budování nového oltáře bylo uplatnění uctívaného obrazu, tedy Sedmibolestné Panny Marie Cvilínské od Heinricha Täubera na nejviditelnějším místě kostela, tedy na hlavním oltáři, a zajistit mu doprovodnými umělecký i díly a výzdobou důstojnou prezentaci. Smlouva mezi Ondřejem Schweiglem a krnovskými minority byla uzavřena 3. září 1764 a Schweigl měl zhotovit hlavní oltář s veškerou sochařskou a řezbářskou výzdobou včetně tabernáklu podle kresebného návrhu. Návrh se nedochoval a oltář na konci 18. století přišel o svoji sochařskou výzdobu, jeho původní podobu známe z grafického listu, který vznikl v augsburské dílně Josepha Sebastiana a Johanna Baptisty Klauberových podle Schweiglova návrhu, pravděpodobně v letech 1765–1770. Z něj vyplývá, že cvilínský hlavní oltář byl koncipován jako přízední sloupové retabulum, vztyčené na konkávním půdorysu, které vyrůstalo z vysoké podnože a rámovalo okno presbytáře poutního kostela. Na sloupové retabulum pak nasedal rokajový oltářní nástavec, který plasticky rámoval horní část okenního otvoru, v jehož průhledu se objevovala postava letícího anděla s křížem, obklopeného andílky. Před architekturu oltáře Schweigl předsunul tabernákl ve formě chrámku s bočními volutovými křídly, který osadil postavami andělů adorujících centrální milostný obraz Sedmibolestné Panny Marie Cvilínské. Sochařskou výzdobu oltáře dotvořily boční sochy svatého Konstantina a svaté Heleny vyvýšené na diagonálně natočených soklech. Hlavní oltář byl dokončen v roce 1766 zasazením milostného obrazu do nového rámu. Po zrušení kostela na konci 18. století, byly párové sochy společně s dalším mobiliářem prodány a později se staly součástí sbírek Slezského zemského muzea. Tabernákl a socha letícího anděla našly místo v bývalém minoritském kostele Narození Panny Marie v Krnově. Po znovuotevření cvilínského kostela došlo k částečné rehabilitaci podoby oltáře ale již bez původních Schweiglových soch.

## Popis
Sochy svaté Heleny a svatého Konstantina byly vyřezány z lipového dřeva a pokryty zlacením na křídovém podkladu. V roce 1974 je restauroval Raimund Ondráček (1913–2011). Poté byly dlouhodobě vystaveny v expozici Slezského zemského muzea a naposledy byly prezentovány na výstavě Znamení vertikál v letech 2013–2014 a jsou ve sbírce výtvarného umění Slezského zemského muzea evidovány pod inventárními čísly U 36 B, U 37 B.  